# 马尼拉SMX会议中心
马尼拉SMX会议中心（英語：SMX Convention Center）位于菲律宾马尼拉帕赛的SM亚洲商城旁，是菲律宾最大贸易活动，行业会议，企业活动和国际展览中心。
该会展中心有4个展厅，5个功能室和14间会议室，与21000平方米的可出租空间。
2018年9月12日的第39届马尼拉国际书展、2018年中国机械电子（菲律宾）品牌展都在这里举行。